# Lego. Фільм
«Lego. Фільм» (англ. The Lego Movie) — американський мультфільм Філа Лорда та Кріса Міллера. Світова прем'єра відбулася 7 лютого 2014 року, а в Україні прем'єра відбулася 27 лютого 2014 року. Автор українського перекладу — Сергій SKA Ковальчук. Задовго до прем'єри першого фільму, у вересні 2013 року, компанія Warner Bros. оголосила про старт роботи над проектом, заснованим на лінії іграшок «Ніндзяго». Спочатку прем'єра була запланована на осінь 2016 року, але потім її перенесли на вересень 2017. Мультфільм створюють шляхом 3D-моделювання. Самі іграшки лише служать прототипами, але не використовуються безпосередньо в процесі зйомок мультфільму. Починаючи з 2014 року ведеться випуск конструкторів LEGO, заснованих на подіях анімаційних фільмів. В 2017 році у прокат вийшов спін-офф «Lego Фільм: Ніндзяго».